# Eamonn Bannon
Eamonn John Bannon (* 18. April 1958 in Edinburgh) ist ein ehemaliger schottischer Fußballspieler und -trainer. Als technisch begabter Mittelfeldspieler verbrachte er mit Ausnahme einer Stippvisite 1979 beim FC Chelsea die gesamte aktive Profilaufbahn in Schottland. Besonders erfolgreich war seine Zeit direkt nach Chelsea bis 1988 bei Dundee United. Mit diesem Verein gewann er im Jahr 1983 die schottische Meisterschaft, nachdem er zuvor in den Spielzeiten 1979/80 und 1980/81 jeweils den Ligapokal errungen hatte. Darüber hinaus absolvierte er elf A-Länderspiele für die schottische Nationalmannschaft und war Teil des Kaders der WM-Endrunde 1986 in Mexiko. Dort kam er in zwei Gruppenspielen zum Einsatz.

## Sportlicher Werdegang

### Beginn der Fußballerkarriere
Bannon startete seine fußballerische Laufbahn im heimischen Edinburgh bei Heart of Midlothian und debütierte in der Saison 1976/77 gegen Ayr United. Zwar wusste er mit Talent und Technik im Mittelfeld auf Anhieb zu gefallen, aber den Abstieg in die Zweitklassigkeit konnte er mit 13 Ligaeinsätzen auch nicht verhindern. Als schließlich der ehemalige schottische Nationaltrainer Willie Ormond das Traineramt bei den „Hearts“ übernahm, setzte er trotz des noch jungen Alters beim Kaderumbau zentral auf Bannons Fertigkeiten, primär weil aus finanziellen Gründen auch Alternativen fehlten. Das Vertrauen in Bannon zahlte sich sofort aus und er steuerte die für einen Mittelfeldakteur außerordentlich gute Torausbeute von 13 Ligatreffern bei, die für die Rückkehr in die höchste schottische Spielklasse als Zweitliga-Vizemeister halfen. Besonderes Highlight war für Bannon ein Hattrick gegen den FC Kilmarnock im Dezember 1977. Nur ein knappes halbes Jahr nach dem Aufstieg verkauften die Hearts Bannon im Februar 1979 für eine Ablösesumme von 220.000 Pfund an den englischen Erstligisten FC Chelsea, womit kurzfristige Bankverbindlichkeiten in Höhe von 200.000 Pfund getilgt werden konnten.
Beim FC Chelsea sollte der junge 20-Jährige den abgewanderten Ray Wilkins ersetzen und war auf Anhieb Stammspieler bei den „Blues“. Chelseas Trainer Danny Blanchflower sah in Bannon nicht weniger als den künftigen Spielmacher und Fixpunkt im Mittelfeld und mit seiner Spielstärke gepaart mit Passsicherheit wurde er schnell zu einem Liebling bei den Anhängern. Sein erstes (und einziges Tor) schoss er bei seinem dritten Einsatz gegen die Bolton Wanderers (1:2) und trotz des guten Eindrucks, den er hinterließ, stieg Chelsea zum Ende der Saison 1978/79 als Tabellenletzter in die zweite Liga ab. Nach einem guten Start in die folgende Zweitligaspielzeit 1979/80 sorgten zwei aufeinanderfolgende Liganiederlagen und ein frühes Aus im Ligapokal für Blanchflowers Entlassung. Sein Nachfolger Geoff Hurst setzte zunächst weiter auf Bannon, der dann jedoch stetig in der Hackordnung abrutschte und im Oktober 1979 zurück nach Schottland an den Erstligisten Dundee United verkauft wurde. Die Ablösesumme betrug 165.000 Pfund und stellte zu dem Zeitpunkt einen Rekord in Schottland dar.

### Dundee United
Am letzten Oktobertag 1979 gab Bannon für Dundee United seinen Einstand im Ligapokal gegen die Raith Rovers (0:0). Drei Tage später folgte auch in der Meisterschaft das Debüt mit Torerfolg gegen den FC Aberdeen (3:0). Schnell erspielte sich Bannon auch in Dundee einen Stammplatz und sicherte sich mit einem erneuten 3:0-Sieg gegen Aberdeen, nunmehr in einem Finale über ein Wiederholungsspiel, die Ligapokaltrophäe. Auch in der folgenden Saison 1980/81 verpasste Bannon nur zwei von 36 Ligapartien und trug acht Tore bei, darunter ein „Doppelpack“ zum 4:1-Sieg auswärts bei den Glasgow Rangers. Die Mannschaft konnte zudem über einen 3:0-Endspielerfolg gegen den Stadtrivalen FC Dundee den Ligapokal verteidigen. Bannon hatte in dem Wettbewerb alle elf Partien bestritten und vier Treffer auf dem Weg ins Finale beigesteuert. Auch im FA Cup stand er mit seinem Team im Finale und hatte im Halbfinale gegen Celtic Glasgow (3:2) ein Tor geschossen. Gegen die Rangers musste man sich jedoch über ein Wiederholungsspiel mit 1:4 geschlagen geben. Die Rangers verhinderten dann auch in der Saison 1981/82, dass Bannon den dritten Ligapokal in Serie gewann, als Dundee United knapp mit 1:2 im Finale unterlag. In der Gruppenphase zuvor hatte Bannon gegen Ayr United einen Hattrick erzielt.
Neben den heimischen Pokalerfolgen machte Bannon mit Dundee United auch im UEFA-Pokal auf sich aufmerksam. Auf dem Weg zum Viertelfinale waren die Highlights ein 5:2-Sieg auswärts bei der AS Monaco (mit zwei Elfmetertoren von Bannon) und der 5:0-Erfolg gegen Borussia Mönchengladbach, als er mit einem Sololauf von der Mittellinie aus für den Endstand sorgte. Nächster Meilenstein war das Titelrennen in der Saison 1982/83 zwischen Dundee United, Celtic und Aberdeen. Bannon war letztlich mit zehn Ligatoren ein wichtiger Faktor und griff entscheidend in der Schlussphase ein. Zum Auswärtsspiel bei Celtic am 20. April 1983 traf Dundees Paul Hegarty nach Bannons Eckball zum 1:0 und nach dem Ausgleich verwandelte Bannon zunächst einen Elfmeter zum 2:1 und bereitete den 3:2-Endstand per Flanke vor, die Ralph Milne per Volleyschuss verwandelte. Im letzten Saisonspiel benötigte Dundee United gegen den Lokalrivalen FC Dundee einen Sieg zum Gewinn der Meisterschaft. Hier wurde Bannons Elfmeter zunächst pariert, konnte aber im Nachschuss zum 2:0-Zwischenstand verwandelt werden. Der FC Dundee konnte noch auf 1:2 verkürzen, aber mit diesem Endstand sicherte sich Dundee United den ersten schottischen Meistertitel in der Vereinsgeschichte. Damit qualifizierte sich der Klub auch erstmalig für den Europapokal der Landesmeister. In dem Wettbewerb zog Bannon mit seiner Mannschaft bis ins Halbfinale vor, in dem der Verein der AS Rom knapp mit 2:3 Toren nach Hin- und Rückspiel ausschied. In der heimischen Liga misslang der Versuch der Titelverteidigung mit dem dritten Rang und zehn Punkten hinter dem neuen Meister aus Aberdeen. Wenngleich der „große Wurf“ in der Folgezeit ausblieb, war Dundee United regelmäßig unter den „Top 5 Schottlands“. Letzte Höhepunkte waren nach der Endspielteilnahme 1985 im schottischen Pokal die zwei weiteren 1987er Finals im UEFA-Pokal und FA Cup. Die drei Spiele gingen allesamt verloren und der schottische FA Cup blieb die einzige heimische (bedeutende) Trophäe, die Bannon nicht gewinnen konnte. Sein letzter Versuch im 1988er-Pokalendspiel gegen Celtic ging ebenso mit 1:2 verloren und war Bannons letztes Spiel im Dress von Dundee United.

### Ausklang der Laufbahn
Für eine Summe von 225.000 Pfund kehrte Bannon im Juni 1988 zu den Hearts zurück und verbrachte dort fünf weitere Jahre. Titel konnte er in dieser Zeit nicht gewinnen. Einer der Höhepunkte war im Februar 1989 ein 1:0-Sieg im UEFA-Pokal gegen den FC Bayern München, der jedoch nicht genügte, da die Bayern das Rückspiel mit 2:0 für sich entscheiden konnten. Während dieser Zeit wurde er als erfahrener Spieler auch für seinen positiven Einfluss auf junge Talente wie Alan McLaren und Scott Crabbe geschätzt.
Zum Ende seiner Spielerkarriere war er während der Saison 1993/94 bei Hibernian Edinburgh tätig, nahm dort vor allem Arbeiten im Trainerstab wahr und kam nur zu einem einzigen Einsatz in der Abwehrzentrale. Im Sommer 1994 kehrte er zu den Hearts als Assistent von Trainer Tommy McLean zurück. Seine letzte aktive Profistation war dann der unterklassige FC Stenhousemuir. Dort agierte er weiter als Abwehrspieler und half seinem Team im November 1995 zum Gewinn des Scottish League Challenge Cups gegen seinen Ex-Klub Dundee United nach Elfmeterschießen. Für einige Monate im Jahr 1996 war Bannon Trainer des FC Falkirk, bevor er sich in Edinburgh ein Gästehaus kaufte und dieses ab 1997 zu betreiben begann. Fußball spielte er noch für den Amateurklub FC Spartans, bevor er sich im Alter von 40 Jahren vom aktiven Sport zurückzog, weiterhin aber noch Traineraufgaben übernahm.
Im Jahr 2009 wurde Bannon in die Hall of Fame von Dundee United an der Seite früherer Mitspieler wie David Narey, Paul Hegarty und Paul Sturrock aufgenommen.

### Schottische Nationalmannschaft
Bannons Länderspielkarriere begann am 17. September 1978 mit der schottischen U21-Auswahl gegen die Auswahl der USA. Danach absolvierte er noch sechs weitere U21-Partien zwischen 1978 und 1980, mit einem einzigen Tor am 7. Juni 1979 beim 2:2 gegen Norwegen im Rahmen der U21-Europameisterschaft.
Am 19. Dezember 1979 debütierte er für die schottische A-Nationalmannschaft in der Europameisterschaftsqualifikation gegen Belgien. Dort bestritt er die erste Hälfte, bevor ihn David Provan für die zweiten 45 Minuten ersetzte. Belgien gewann komfortabel mit 3:1 
Es dauerte gut dreieinhalb Jahre, bevor Bannon am 24. Mai 1983 zu seinem zweiten A-Länderspiel anlässlich einer Partie in der British Home Championship gegen Nordirland kam. Trotz des recht trostlosen 0:0-Endstands hatte Bannon mit Antrittschnelligkeit und guten Flanken überzeugt und galt als einer der besseren Spieler. Vier Tage später absolvierte er im Wettbewerb seine zweite Partie auswärts gegen Wales (2:0). In der letzten Partie musste Schottland gegen England antreten und Schottland verlor mit Bannon chancenlos mit 0:2. Bei seinem sechsten Länderspiel gegen die DDR (1:2) schoss er sein erstes und einziges Tor für Schottland.
Nach einer erneut längeren Pause sorgte Bannons ansteigende Form im Verein dafür, dass er im Januar 1986 von Trainer Alex Ferguson im Rahmen der Vorbereitung für die nahende WM-Endrunde in Mexiko anlässlich einer Länderspielreise nach Tel Aviv gegen Israel nominiert wurde – gemeinsam mit vier Mannschaftskameraden von Dundee United (Richard Gough, Maurice Malpas, David Narey und Paul Sturrock). Schottland gewann die Partie mit Bannon mit 1:0 und letztlich wurde Bannon auch für die WM-Endrunde selbst in den 22-Mann-Kader berufen. Dort stand er in der Startelf gegen Dänemark (0:1) und wurde gegen Deutschland (1:2) eingewechselt. Beim letzten Gruppenspiel fehlte er und nach dem Turnier-Aus wurde Bannon nicht weiter für schottische Länderspiele berücksichtigt.
Sein Neffe Paul Telfer wurde später selbst schottischer Nationalspieler.

## Titel/Auszeichnungen
- Schottische Meisterschaft (1): 1982/83
- Schottischer Ligapokal (2): 1979/80, 1980/81
- Scottish League Challenge Cup (1): 1995/96